# سیف‌الله آبسایدوف
سیف‌الله آبسایدوف (انگلیسی: Saypulla Absaidov؛ زادهٔ ۱۴ ژوئیهٔ ۱۹۵۸) کشتی‌گیر آزاد اهل اتحاد جماهیر شوروی سوسیالیستی بود.